# Nüziders
Nüziders est une commune autrichienne du district de Bludenz dans le Vorarlberg.